# Kanton Condé-en-Brie
Der Kanton Condé-en-Brie war von 1790 bis 2015 ein französischer Wahlkreis im Arrondissement Château-Thierry, im Département Aisne und in der Region Picardie; sein Hauptort war Condé-en-Brie. Die landesweiten Änderungen in der Zusammensetzung der Kantone brachten zum März 2015 seine Auflösung.
Der Kanton Condé-en-Brie war 242,80 km² groß und hatte 8796 Einwohner (Volkszählung 2012).

## Gemeinden
| Gemeinde                 | Einwohner | Postleitzahl | INSEE-Code |
| ------------------------ | --------- | ------------ | ---------- |
| Artonges                 | 145       | 2330         | 02026      |
| Barzy-sur-Marne          | 356       | 2850         | 02051      |
| Baulne-en-Brie           | 238       | 2330         | 02053      |
| Celles-lès-Condé         | 77        | 2330         | 02146      |
| La Celle-sous-Montmirail | 81        | 2540         | 02147      |
| La Chapelle-Monthodon    | 209       | 2330         | 02161      |
| Chartèves                | 370       | 2400         | 02166      |
| Condé-en-Brie            | 626       | 2330         | 02209      |
| Connigis                 | 266       | 2330         | 02213      |
| Courboin                 | 269       | 2330         | 02223      |
| Courtemont-Varennes      | 295       | 2850         | 02228      |
| Crézancy                 | 1.069     | 2650         | 02239      |
| Fontenelle-en-Brie       | 171       | 2540         | 02325      |
| Jaulgonne                | 618       | 2850         | 02389      |
| Marchais-en-Brie         | 240       | 2540         | 02458      |
| Mézy-Moulins             | 461       | 2650         | 02484      |
| Monthurel                | 121       | 2330         | 02510      |
| Montigny-lès-Condé       | 56        | 2330         | 02515      |
| Montlevon                | 255       | 2330         | 02518      |
| Pargny-la-Dhuys          | 158       | 2330         | 02590      |
| Passy-sur-Marne          | 112       | 2850         | 02595      |
| Reuilly-Sauvigny         | 213       | 2850         | 02645      |
| Rozoy-Bellevalle         | 100       | 2540         | 02664      |
| Saint-Agnan              | 106       | 2330         | 02669      |
| Saint-Eugène             | 203       | 2330         | 02677      |
| Trélou-sur-Marne         | 892       | 2850         | 02748      |
| Viffort                  | 212       | 2540         | 02800      |

## Einwohner
| Bevölkerungsentwicklung | Bevölkerungsentwicklung |
| Jahr                    | Einwohner               |
| ----------------------- | ----------------------- |
| 1962                    | 6458                    |
| 1968                    | 7040                    |
| 1975                    | 6772                    |
| 1982                    | 7012                    |
| 1990                    | 7458                    |
| 1999                    | 7919                    |
| 2006                    | 8418                    |
| 2011                    | 8797                    |

## Politik
| Vertreter im conseil général des Départements | Vertreter im conseil général des Départements | Vertreter im conseil général des Départements |
| Amtszeit                                      | Name                                          | Partei                                        |
| --------------------------------------------- | --------------------------------------------- | --------------------------------------------- |
| 2001–2008                                     | Jacqueline Dupic                              | UDF                                           |
| 2008–2015                                     | Éric Mangin                                   | UMP                                           |